# مجموعة الهايفس
مجموعة الهايفس هي مجموعة موسيقية من السويد تأسست سنة 1993 في مدينة فاكيرستا. النوع الموسيقي الذي تؤدى به أغاني الهايفس يتمثل أساسا في خليط بين البانك وموسيقى الروك. وصلت مجموعة الهايفس إلى العالمية بعدة أغاني, باعتبار كونها تغني باللغة الإنجليزية, كما ربحت عدة جوائز دولية.
من أبرز المغنيين الذين تعاملو مع الهايفس نجد المغني الأمريكي تمبالاند , كما أن عدة أغان للفرقة تم استعمالها في لعبة فيفا الإلكترونية.

## روابط خارجية
- مجموعة الهايفس على موقع IMDb (الإنجليزية)
- مجموعة الهايفس على موقع ميوزك برينز (الإنجليزية)
- مجموعة الهايفس على موقع رولينغ ستون (الإنجليزية)
- مجموعة الهايفس على موقع أول ميوزيك (الإنجليزية)
- مجموعة الهايفس على موقع ديسكوغز (الإنجليزية)